# Bősháza
Bősháza település Romániában, Szilágy megyében.

## Fekvése
A Bükk-hegység alatt, Szilágycsehtől északkeletre, Szilágycseh, Benedekfalva, Szamosardó, Vicsa, Völcsök között fekvő település.

## Története
A települést egy Böős nevű magyar alapította.
1387-ben magyar lakta falu volt, és az aranyosi várhoz tartozott.
Nevének változatai: 1423-ban Beoshaza, 1433-ban Bewsháza, 1450-ben Bwsháza, 1487-ben Beusháza, 1549-ben Beőssháza, 1580-ban Beosháza .
1423-ban a Kusalyi Jakcs család birtoka volt.
1494-ben Kusalyi Jakcs Ferenc adta cserébe Drágffy Bertalannak, s nagyobbrészt az övék is maradt egészen Drágffy Gáspárutódnélküli haláláig.
1580-ban Drágffy Gáspár utód nélküli halála után a birtok a kincstárra szállt.
1584-ben a Böősházzi családé, Böősházi Ferenc birtoka volt.
1595-ben Kusalyi Jakcs György birtoka, aki azt Bélteki Drágffy Bertalannak adta el.
1797-ben végzett összeíráskor Böősháza fő birtokosai voltak: báró Josinczi Lajosné, Barcsay Sámuel, Katona Mihály, gróf Toldi Zsigmond, Katona jánosné, báró Inczédi György, Hatfaludy Ferenc és Pál, Kabós Sándor.
1847-ben Böősházának 734 lakosa volt, melyből római katolikus 4, görögkatolikus 270, református 460 volt.
1890-ben 616 lakosa volt, ebből 302 magyar, 303 oláh, 11 egyéb nyelvű, melyből római katolikus 9, görögkatolikus 301, református 293, izraelita 13. A házak száma 140 volt.
Böősháza a trianoni békeszerződés előtt Szilágy vármegye Szilágycsehi járásához tartozott.

## Nevezetességek
- Görögkatolikus fatemploma 1680-ban épült. Anyakönyvet 1825-től vezetnek.

## Híres emberek
- Itt született 1907. május 2-án nagybaconi Nagy Lajos jogász, jogi szakíró, Kolozsvár tiszti ügyésze (1940-1944).